# 1993 ST3
1993 ST3 är en asteroid i huvudbältet som upptäcktes den 18 september 1993 av den amerikanske astronomen Henry E. Holt vid Palomarobservatoriet.
Asteroiden har en diameter på ungefär 8 kilometer.